# Eczemotes undata
Eczemotes undata är en skalbaggsart. Eczemotes undata ingår i släktet Eczemotes och familjen långhorningar.

## Underarter
Arten delas in i följande underarter:
- E. u. undata
- E. u. keyana